# Clustervlieg
De clustervlieg of klustervlieg (Pollenia rudis) is een vliegensoort uit de familie van de bromvliegen (Calliphoridae). De wetenschappelijke naam van de soort is gepubliceerd in 1794 door Fabricius.

## Uiterlijk
De 5-12 mm lange, bruingrijze clustervlieg heeft een borststuk met goudkleurige haren. Het achterlijf is enigszins afgeplat en heeft grijs-zilveren vlekken. De arista op de antennen zijn zeer kort.

## Voortplanting

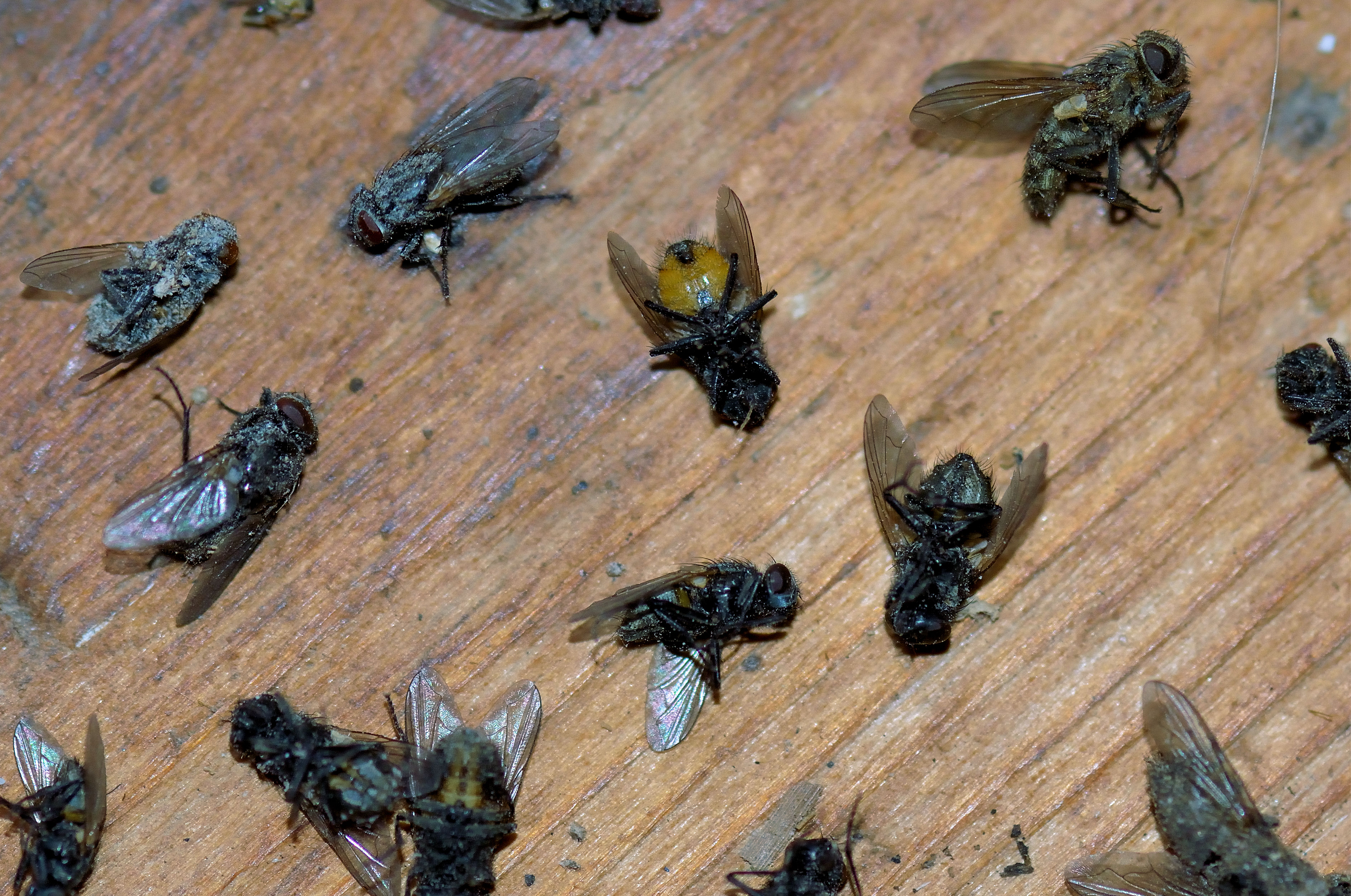
Clustervliegen in rusttoestand

De langwerpige, witte eieren worden in het voorjaar afgezet op regenwormen of in de buurt van verse pierenhoopjes. Na drie dagen komt de witte made uit het ei, waarna ze op zoek gaat naar een regenworm. De made heeft aan het achtereind ademopeningen. De verpopping vindt plaats in de grond. In het najaar gaan de clustervliegen naar holle bomen of gebouwen waar ze in rusttoestand overwinteren. Ze teren dan in op hun vetreserve, dat ze in het larvale stadium hebben opgeslagen. Ze kunnen in grote aantallen in gebouwen voorkomen. In het voorjaar vliegen ze uit. De vliegen voeden zich onder andere met vruchtensap, nectar en ontlasting. Er zijn drie of vier generaties per jaar.

## Verspreiding en leefgebied
Deze soort komt algemeen voor op het noordelijk halfrond en overwinteren in kelders en onverwarmde gebouwen.

## Overlast en schade
Clustervliegen komen in groten getale voor. Bij het verblijf in een woning verkeren de vliegen in de winter in een winterslaap, echter een groot aantal is nog actief. Deze zorgen voor behoorlijke overlast. In het voorjaar komen de vliegen uit de winterslaap, zitten in de woning overal maar vooral op de ramen en gaan dan naar buiten. Ze zitten dan met zeer grote getalen op de gevels in de zon. Voor de voortplanting kruipen ze de grond in, in de tuin, bij voorkeur in het gras. Na een bepaalde tijd komt de nieuwe generatie vliegen uit de grond en zorgt voor overlast door hum massale aanwezigheid in en om de woning. bij het intreden van de kou in najaar en winter trekken de vliegen de woning weer in. Het heel jaar door komen de vliegen voor in de woning. De vliegen komen iedere keer weer terug door de geurstoffen (feromoon) die ze achterlaten waardoor ze de winterslaapplaats terug vinden. Dode clustervliegen trekken aaseters aan zoals kevers (onder andere de tapijtkever), muizen en ratten.
De vliegen veroorzaken geen directe schade. De indirecte schade is dat aaseters op de vliegen afkomen en zich een weg naar binnen zoeken de woning is. Desnoods door zich met geweld naar binnen te werken. De vliegen kunnen wel veel vervuiling veroorzaken door de uitwerpselen die ze massaal produceren.
De bestrijding is extreem lastig omdat de vliegen letterlijk vooral kunnen zitten en in grote getale voorkomen. De vliegen met insecticide verdelgen is kansloos, evenals vastplakken met plakstrips, doodslaan of opzuigen. Daarvoor zijn het er gewoon te veel. De vliegen moeten professioneel worden verwijderd. Dit gaat in eerste instantie met insecticiden en daarna door de woning volledig dicht te zetten. Helaas zijn de garanties beperkt. Overigens komen de vliegen ook voortdurend door geopende deuren binnen.